# Westelijke Sahara
De Westelijke Sahara is een betwist gebied aan de noordwestkust van Afrika, in het noorden begrensd door Marokko, en in het zuiden en oosten door Mauritanië. In het noordoosten grenst het aan Algerije. De Atlantische Oceaan ligt ten westen van de Westelijke Sahara en de Canarische Eilanden liggen ten noordwesten van de oceaankust van het gebied. Het was een kolonie en van 1958 tot 1975 een overzeese provincie van Spanje. De soevereiniteit over het gebied wordt betwist: zowel Marokko als de Sahrawi Arabische Democratische Republiek (SADR) maken er aanspraak op. Het grootste gedeelte wordt door Marokko bestuurd.
De Westelijke Sahara is een woestijngebied met rotsachtig en zandige vlakte, afwisselend met uitgestrekte zandduinen en saline depressies (sebkha). Achter de ruim 800 km lange kust heerst een extreem woestijnklimaat. Vegetatie is schaars en bestaat voornamelijk uit doornstruiken en harde grassen. Veeteelt wordt door nomaden en semi-nomaden bedreven. De belangrijkste economische activiteit is mijnbouw, met een grote fosfaatreserve in Bou Craa. De oppervlakte beslaat 266.000 km² en het inwoneraantal 652.271 (2020) (2,5/km² (2020)). Daarnaast zijn er grote plannen voor de opwekking van hernieuwbare energie in de regio. Al Ajoen is de grootste en de belangrijkste stad, met een bevolking van rond de 198.200 inwoners. Andere steden zijn Boujdour, Dakhla, Tifariti en Smara.
De talen die er worden gesproken zijn Berbers, Arabisch en Darija, een combinatie van deze talen.

## Bevolking

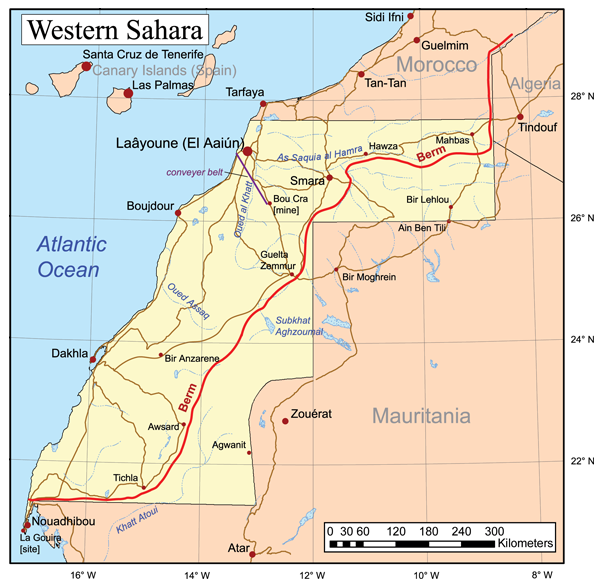
Westelijke Sahara. De rode lijn is de 'berm' of Marokkaanse barrière, die de Marokkaanse en SADR-gebieden van elkaar scheidt

### Vroege inwoners
De vroegst bekende inwoners van de Westelijke Sahara waren de Gaetuli. Afhankelijk van de eeuw, beschrijven Romeinse bronnen het gebied zoals bewoond door Gaetulische Autololes of de Gaetulische Daradae stammen. Berber-erfgoed is nog steeds duidelijk uit regionale en plaatsnaam toponymie, evenals uit tribale namen.
Andere vroege bewoners van de Westelijke Sahara zijn de Bafour en later de Serer. De Bafour werden later vervangen of geabsorbeerd door Berber-sprekende bevolkingsgroepen die uiteindelijk op hun beurt samenvloeiden met de migrerende Beni Ḥassān Arabische stammen.

### Achtste tot elfde eeuw
De komst van de islam in de 8e eeuw speelde een belangrijke rol in de ontwikkeling van de regio Maghreb. De handel ontwikkelde zich verder en het gebied was mogelijk een van de routes voor karavanen, vooral tussen Marrakesh en Timboektoe in Mali.
In de 11e eeuw vestigden de Maqil-Arabieren (minder dan 200 personen) zich in Marokko (voornamelijk in de vallei van de Draa-rivier, tussen de rivier de Moulouya, Tafilalt en Taourirt ). Tegen het einde van het Almohad-kalifaat (Marokkaans Berbers rijk) werden de Beni Hassan, een sub-stam van de Maqil, door de plaatselijke heerser van de Sous opgeroepen om een opstand te onderdrukken; ze vestigden zich in de Sous Ksours en controleerden steden als Taroudant. Tijdens de Marinidendynastie kwamen de Beni Hassan in opstand, maar ze werden verslagen door de Sultan en ontsnapten aan de overkant van de droge rivier de Saguia el-Hamra. De Beni Hassan waren toen voortdurend in oorlog met de Lamtuna, nomadische berbers van de Sahara. Gedurende ongeveer vijf eeuwen, door een complex proces van acculturatie en vermenging, dat elders in de Maghreb en Noord-Afrika te zien was, vermengden enkele van de inheemse Berberstammen zich met de Maqil-Arabische stammen en vormden een unieke cultuur voor Marokko. Hoewel de Almoraviden hun oorsprong in de 9e-eeuwse westelijke Sahara hebben, waar de plaatselijke Sanhajastammen in contact kwamen met de islam en een serie van militaire campagnes lanceerden tegen gebieden in West-Afrika en Zuid-Marokko. Deze coalitie van Sanhaja stammen (de Lamtuna, de Massufa, de Banu Warith en de Gudala) controleerde vervolgens het zuidelijke deel van de trans-Saharaanse goudhandel, wat het enorme rijkdommen moet hebben opgeleverd. Na het instorten van dit rijk in de 10e eeuw, werden de meeste van deze gebieden bezet door het Koninkrijk Ghana (niet te verwarren met de huidige republiek Ghana) in het zuiden en de Maghrawaden van Sijilmasa in het noorden.

### Huidige bevolking

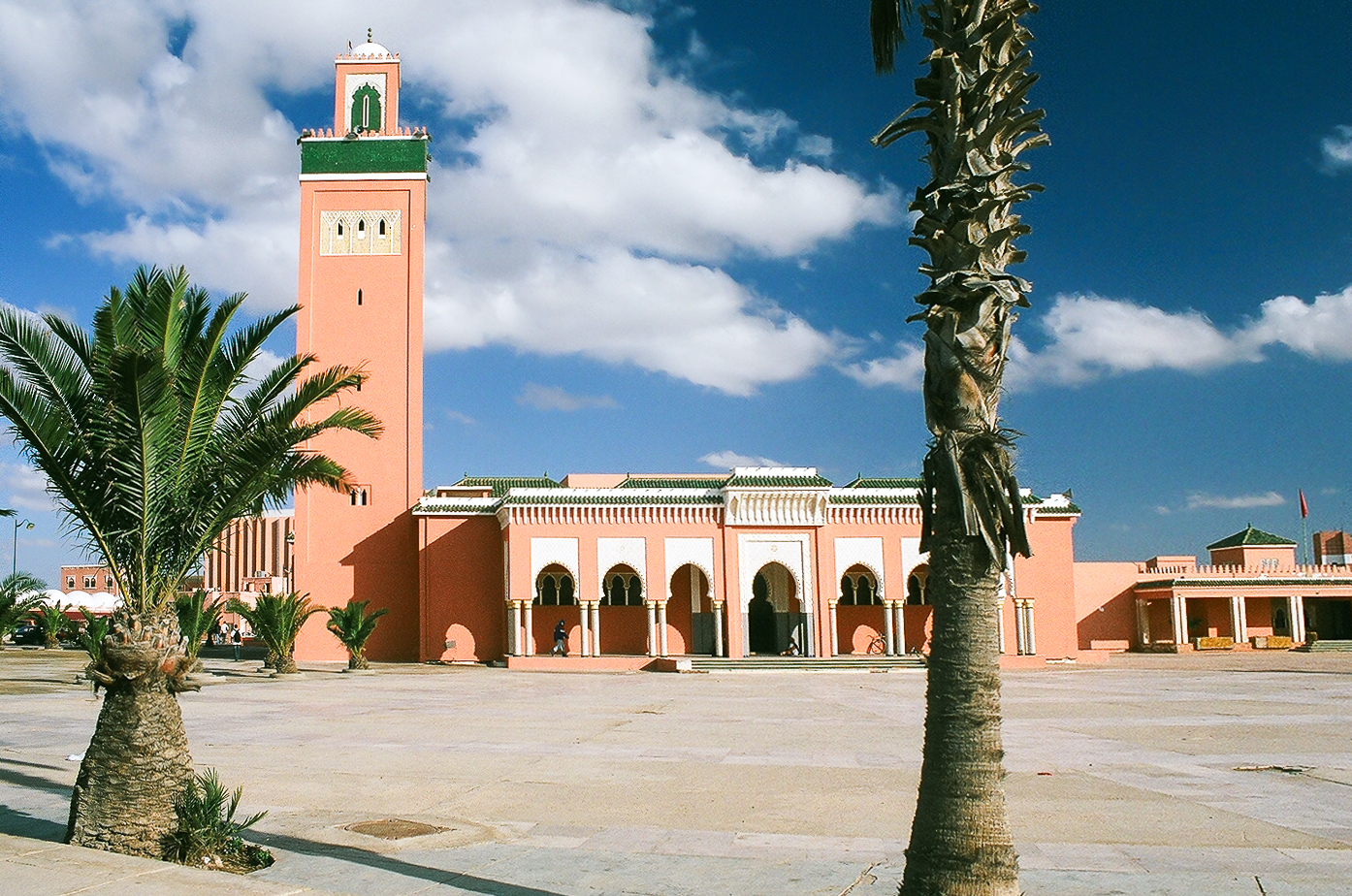
De grote moskee van Laayoune

De meeste inwoners van Westelijke Sahara zijn soennitische moslims. Etnisch bestaat de bevolking uit Arabieren en Berbers. De bevolking bestond oorspronkelijk voornamelijk uit verschillende nomadenstammen van het Sahrawi-volk. Sahrawi betekent letterlijk inwoner van de Sahara of woestijninwoner. Zij spreken het Arabische Hassaniya-dialect. De Reguibat is de belangrijkste en grootste Sahrawi-stam van het gebied. In Westelijke Sahara wonen ook Marokkanen uit Marokko. Als gevolg van de Marokkaanse bevolkingspolitiek bestaat de meerderheid in het door Marokko bezette deel uit kolonisten die vanuit Marokko zijn geïmmigreerd.

## Bestuurlijke aanspraken

### Spaanse kolonie
In 1884 vestigde Spanje een protectoraat over de provincies Saguia el Hamra en Rio de Oro, een gebied dat later de naam Spaanse ofwel Westelijke Sahara kreeg. Van 1884 tot 1975 was het gebied, bestaand uit de regio's Saguia el Hamra en Rio de Oro, een kolonie van Spanje onder de naam Spaanse Sahara. Sindsdien is de status van het gebied omstreden.
Op 16 december 1965 maanden de Verenigde Naties Spanje, om een einde te maken aan de koloniale overheersing van Ifni – noordelijk van Westelijke Sahara – en de Spaanse Sahara en onderhandelingen te gaan voeren over hun onafhankelijkheid. Op 20 december 1966 herbevestigde de Algemene Vergadering het zelfbeschikkingsrecht van de inheemse bevolking van Ifni en de Spaanse Sahara en riep Spanje op om samen met Marokko stappen te ondernemen voor de overdracht van macht, om tegemoet te komen aan hun wensen. Voorgesteld werd een referendum te houden onder toezicht van de VN, waaraan alleen de inheemse bevolking mocht deelnemen, waarbij de bannelingen mochten terugkeren.

### Aanspraken van Marokko
Toen Marokko in 1956 onafhankelijk werd van Frankrijk, gaf Spanje nauwelijks grondgebied uit handen. De Spaanse kolonisator behield het gezag in zowel de noordelijke enclaves Ceuta en Melilla, als in de Westelijke Sahara. In het pas onafhankelijke Marokko gingen echter steeds meer stemmen op om dit gebied, dat in Marokko als zuidelijke provincie werd gezien, eveneens onder Marokkaans bestuur te brengen. In het verleden zouden namelijk sterke banden hebben bestaan tussen de Marokkaanse sultan en de nomaden die de Westelijke Sahara bevolken. Een deel van de Senhajastam koos ervoor om zich aan te sluiten bij het Marokkaanse koninkrijk.

### Aanspraken van Mauritanië
Mauritanië maakte eveneens aanspraak op het gebied. Het land beweerde dat het gebied in historisch, religieus en cultureel opzicht en qua taal tot Mauritanië behoorde.

### Aanspraken van Polisario
In 1975 werd de Westelijke Sahara ingelijfd door Marokko, maar reeds in 1973 was het Frente Popular para la Liberación de Saguia el Hamra y Rio de Oro – kortweg Polisario – opgericht, dat een gewapende strijd voerde tegen de Spaanse kolonisator voor onafhankelijkheid van de Westelijke Sahara. De beweging wilde een eigen staat creëren voor de oorspronkelijke bevolking van het gebied, veelal aangeduid als de Sahrawi. Bovendien maakte ook buurland Mauritanië aanspraak op de woestijnregio. Op 27 februari 1976 werd met steun van Algerije de Sahrawi Arabische Democratische Republiek (SADR) uitgeroepen als een onafhankelijke staat. Polisario werd lid van de Organisatie van Afrikaanse Eenheid (OAU), de latere Afrikaanse Unie. Reeds in mei 1977 hadden negen leden van de OAU Polisario erkend als de legitieme regering van Westelijke Sahara.
Het grootste gedeelte van het gebied wordt bestuurd door Marokko als de Zuidelijke Provincies. Maar hoewel het land bezet wordt door Marokko, interesseren weinigen zich voor dit conflict. Dit werd tijdens het begin van de schermutseling tussen Marokko en de Saharaanse autoriteiten al gesteld door Otto von Bismarck, destijds Kanselier van het Duitse Rijk. Hij stelde dat "alhoewel het Duitse Keizerrijk op zoek was naar koloniën, de Westelijke Sahara dermate oninteressant was dat hij, noch zijn jonge opvolgers, zich ooit tot het land zouden wenden."

### Uitspraak van het Internationaal Gerechtshof
In augustus 1974 stemde de Spaanse regering eindelijk in met het VN-voorstel uit 1966 en kondigde aan dat in de eerste helft van 1975 een referendum zou plaatsvinden. Marokko maakte echter onmiddellijk bezwaar tegen de mogelijkheid van een onafhankelijk Westelijke Sahara. Het stelde voor om de zaak voor te leggen aan het Internationaal Gerechtshof.
Uiteindelijk werd de kwestie in 1975 voorgelegd aan het Internationaal Gerechtshof in Den Haag. Het Hof deed vervolgens een ondubbelzinnige uitspraak: het erkende dat er reeds vóór de Spaanse kolonisatie banden hadden bestaan tussen de Westelijke Sahara enerzijds en Marokko en Mauritanië anderzijds maar dat beide staten nooit daadwerkelijk gezag hadden uitgeoefend over het gebied. Het Hof kwam dan ook tot de conclusie dat de Westelijke Sahara gedekoloniseerd diende te worden, waarbij het zelfbeschikkingsrecht van de lokale bevolking voorop stond.
Polisario beschouwde de uitspraak als een overwinning, omdat het de weg leek te effenen naar een onafhankelijke staat voor de Sahrawi. Koning Hassan II van Marokko legde de uitspraak echter in zijn voordeel uit. Immers, het Hof had bevestigd dat er historische banden tussen de sultan en de Westelijke Sahara bestonden, en in Hassans ogen rechtvaardigden deze banden een aanspraak op het gebied. Op 6 november 1975 organiseerde de vorst een Groene Mars, waarbij 350.000 Marokkanen naar het grensgebied werden gezonden. Deze datum is tegenwoordig een nationale feestdag in Marokko.

### Spaanse afstand en verdeling

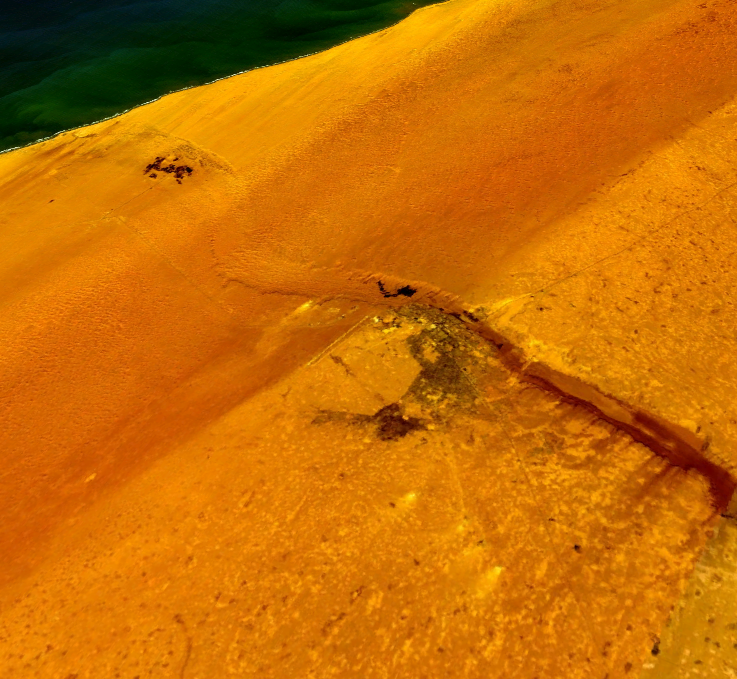
al-Ajoen

Kolonisator Spanje bezweek onder de druk. De aandacht was namelijk vooral op eigen land gevestigd omdat dictator Franco op sterven lag en het land zich daardoor in een diepe politieke crisis bevond. Spanje kon geen oorlog riskeren. Op 14 november 1975 werd het Akkoord van Madrid gesloten, waarbij twee derde van de Westelijke Sahara onder Marokkaans gezag werd gebracht; de rest van het grondgebied kwam onder bestuur van Mauritanië. Als tegenprestatie kreeg Spanje een voorkeursbehandeling bij de exploitatie van de viswateren voor de Marokkaanse kust. Op 26 februari 1976 deelde Spanje de VN-Secretaris-Generaal mee dat het zich vanaf die datum niet meer verantwoordelijk achtte voor het gebied. De volgende dag werd in Bir Lehlou de Sahrawi Arabische Democratische Republiek uitgeroepen als een onafhankelijke staat.

## Strijd tussen Marokko en Polisario
De daaropvolgende inlijving van de Westelijke Sahara door Marokko en Mauritanië deed een felle strijd met Polisario ontbranden. De strijd tegen de guerrillabeweging had echter grote negatieve economische en sociale gevolgen voor Mauritanië: het land stond aan de rand van een financiële instorting en er dreigde een burgeroorlog. Het land gaf in 1979 alle aanspraken op de Westelijke Sahara op.
Marokko nam vervolgens ook het zuidelijk deel van de regio over van Mauritanië en zette de strijd tegen Polisario voort. De beweging werd gesteund door Algerije, dat het expansionisme van Hassan II met argusogen bekeek. De guerrilla die Polisario eind jaren zeventig voerde bleek al gauw succesvol doordat de beweging militaire steun kreeg van Algerije en Libië. Ook waren de troepen gewend aan de extreme weersomstandigheden in het woestijngebied en kenden zij het gebied beter dan het Marokkaanse leger. Uiteindelijk slaagde de beweging erin een groot deel van de Westelijke Sahara te veroveren. Tevens riep Polisario in 1976 de Sahrawi Arabische Democratische Republiek uit, die als de politieke tak van de beweging ging fungeren en die echter tot op heden slechts uit een regering in ballingschap bestaat, verblijvend in Algerije.

Kaart met de verschillende stadia van de Marokkaanse barrière door de jaren heen

Alhoewel de annexatie van de Westelijke Sahara volkenrechtelijk niet werd erkend en Polisario zowel militaire als politieke successen boekte, was Marokko niet van plan voor deze druk te zwichten. Koning Hassan II gaf opdracht een aarden verdedigingswal aan te leggen, die de Westelijke Sahara van noord naar zuid doorsnijdt. Het gebied ten westen van de wal – circa vijf zesde van het gebied – kwam onder Marokkaans gezag, het resterende deel staat onder de VN vredesmacht en is  gedemilitariseerd. De verdedigingswal was aangelegd om de strijders buiten het door Marokko gecontroleerde deel van de woestijnregio te houden. In de officiële documenten van de VN wordt de verdedigingswal de Marokkaanse berm genoemd.
Marokko slaagde er uiteindelijk in het overwicht te krijgen in de strijd. Polisario verloor echter niet alleen fysiek terrein, maar zag ook de internationale steun langzaam afbrokkelen. Het linkse klimaat van de jaren zeventig maakte plaats voor dat van de jaren tachtig en negentig, waarin steun aan communistische bewegingen minder populair werd. De steun van de Arabische Liga en de Organisatie van Afrikaanse Eenheid (OAE) viel weg. Ook Libië heeft begin jaren tachtig een punt gezet achter zijn steun voor Polisario en verbeterde zijn banden met Marokko. Daarnaast bleek ook Algerije niet langer prioriteit te geven aan het slepende conflict met buurland Marokko. Door de burgeroorlog waar het land vervolgens tijdens de jaren negentig mee te maken kreeg, boette de Saharakwestie aan belang in bij de Algerijnse machthebbers.
Ook zag de republiek het aantal landen dat haar erkende dalen van 81 naar 24 landen. 88% van de lidstaten van de Verenigde Naties erkent Polisario niet. Daaroor slaagde Marokko niet alleen in de gewapende strijd het overwicht te krijgen in het gebied maar ook in de politiek. Als gevolg hiervan zijn er veel Polisario-leden naar Marokko overgelopen, vooral nadat koning Hassan II in de jaren negentig had beloofd dat ze amnestie zouden krijgen. Intussen had Marokko vrij spel om de Westelijke Sahara volledig te integreren in het koninkrijk: een omvangrijk leger, forse economische investeringen en vestigingspremies voor Marokkanen werden ingezet om de regio tot een volwaardige Marokkaanse provincie om te vormen. De oorlog tussen Marokko en Polisario eindigde uiteindelijk in 1991 nadat beide partijen een akkoord inzake een staakt-het-vuren hadden ondertekend.

## Interventie van de Verenigde Naties

### Oprichting MINURSO

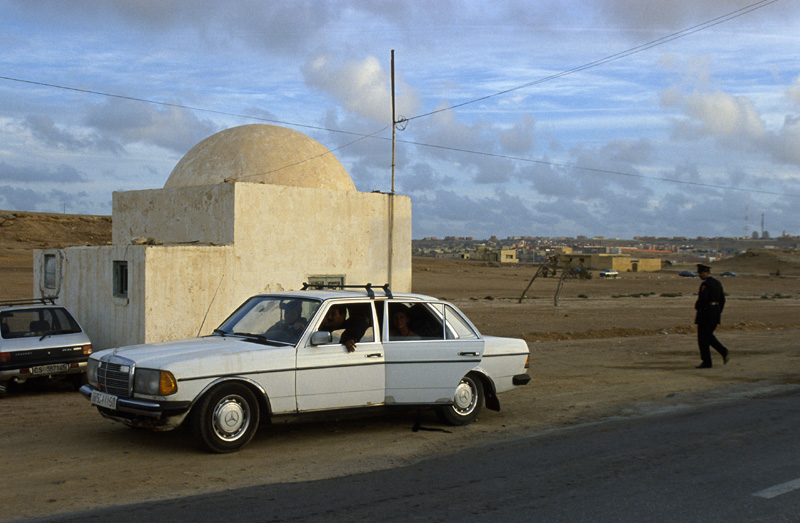
Militaire controlepost in al-Ajoen.

De ontstane patstelling was voor de Verenigde Naties reden om tussenbeide te komen, in de hoop het conflict te beslechten. Op 19 april 1991 nam de Veiligheidsraad resolutie 690 aan, waarin werd besloten MINURSO – een afkorting voor Mission des Nations Unies pour le Référendum dans le Sahara Occidental – op te richten. De MINURSO-militairen kregen onder meer de taak toe te zien op het staakt-het-vuren dat de strijdende partijen onder druk van VN overeen waren gekomen en moesten eveneens een troepenreductie van het Marokkaanse leger controleren. Daarnaast werden afspraken gemaakt over vrijlating van politieke gevangenen, de uitwisseling van krijgsgevangenen en repatriëring van Sahrawi uit Tindouf.
De eerste taak van de MINURSO-missie bestond uit het organiseren van een referendum over de toekomst van de Westelijke Sahara. Kiezers moesten de keus krijgen tussen totale onafhankelijkheid van de Westelijke Sahara enerzijds, waarbij een nieuwe staat op de kaart gezet zou worden, en integratie met het koninkrijk Marokko anderzijds. De missie verliep niet voorspoedig. Al gauw brak ruzie uit tussen Polisario en Marokko over de criteria voor het opstellen van de lijsten met kiesgerechtigden.

### Het plan van James Baker
Om de impasse te doorbreken, benoemde secretaris-generaal Kofi Annan van de VN in 1997 oud-minister van buitenlandse zaken van de Verenigde Staten James Baker als speciaal gezant inzake het Sahara-conflict. Nog datzelfde jaar slaagde Baker erin de betrokken partijen de akkoorden van Houston te laten tekenen, die eveneens in een referendum voorzagen over de toekomst van de Westelijke Sahara.
In 1999 werden na jarenlang gesteggel de definitieve lijsten met kiesgerechtigden gepubliceerd. Alle hoop op een volksraadpleging werd echter meteen de bodem ingeslagen, omdat Marokko besloot de Houston-akkoorden naast zich neer te leggen: de regering gaf aan alsnog van een referendum af te zien. Het land vreesde namelijk dat een deel van de Marokkaanse immigranten in de Westelijke Sahara evenals de Sahrawi voor onafhankelijkheid van de Westelijke Sahara zou stemmen.
Op 29 juni 2001 nam de Veiligheidsraad een resolutie aan die beide partijen aanmoedigde te onderhandelen over een vorm van autonomie voor de Westelijke Sahara. De resolutie werd door Marokko toegejuicht omdat een referendum hierdoor van de baan zou zijn. Polisario keerde zich echter tegen de resolutie en bleef vasthouden aan een referendum. Hierdoor werd op 6 november 2002 een VN-plan voor een referendum opgesteld. Marokko beschreef het VN-plan als zinloos en gaf de voorkeur aan autonomie van het gebied binnen Marokko. De Marokkanen werden hierin gesteund door de Verenigde Staten.
In de hoop het proces weer vlot te trekken, presenteerde Baker in 2003 een plan, dat het conflict eens en voor altijd moest oplossen. Hij stelde voor de bevolking van de Westelijke Sahara onmiddellijk zeggenschap te geven over binnenlandse aangelegenheden als financiën, sociale zaken, landbouw en transport. Het plan voorzag kortom in een lokaal bestuur met verregaande autonomie voor de Westelijke Sahara. Marokko daarentegen behield de soevereiniteit over het gebied en had totale zeggenschap over leger, veiligheid en buitenlands beleid. Na een periode van vier jaar moest vervolgens een referendum plaatsvinden over de toekomst van het gebied, waarbij de stemgerechtigden een keuze zouden kunnen maken tussen volledige onafhankelijkheid van de Westelijke Sahara, integratie met Marokko of continuering van semi-autonomie.
De Veiligheidsraad nam op 31 juli 2003 een resolutie aan die het plan van Baker steunde. Marokko keerde zich echter tegen het plan, omdat het inbreuk zou maken op de soevereiniteit van het koninkrijk. Sindsdien is er nauwelijks vooruitgang geboekt. Uit frustratie over het falen van alle voorstellen om het conflict op te lossen, nam James Baker in juni 2004 ontslag als speciaal gezant, waarna secretaris-generaal Annan de Peruaanse diplomaat Alvaro De Soto als zijn plaatsvervanger benoemde. In 2005 gaf De Soto zijn pogingen het conflict te beëindigen alweer op, waarna de Nederlandse diplomaat Peter van Walsum hem opvolgde.

### Vrijlating van Marokkaanse krijgsgevangenen
Op 6 maart 2005 werd in de Marokkaanse hoofdstad Rabat een demonstratie gehouden door 30.000 Marokkanen. De demonstranten eisten de vrijlating van ruim 400 Marokkaanse soldaten die tijdens de oorlog tegen Polisario in de jaren 1980 gevangen waren genomen en vast werden gehouden in de kampen van Tindouf in Algerije. De demonstratie werd door de niet-gouvernementele organisatie "Watanouna" (Ons geboorteland) georganiseerd. Meer dan 500.000 Marokkanen hadden een petitie ondertekend om de demonstratie te ondersteunen en deze werd aan de VN aangeboden. Als gebaar van goede wil liet Polisario datzelfde jaar de laatste Marokkaanse krijgsgevangenen vrij, waarvan velen meer dan 20 jaar hadden vastgezeten. Volgens sommige bronnen heeft de Verenigde Staten zware druk uitgeoefend om de vrijlating te bewerkstelligen.

### Westelijke Sahara breekpunt tussen Marokko en Algerije
Op 23 mei 2005 zegde de Marokkaanse koning Mohammed VI de topconferentie van de Unie van de Arabische Maghreb (UMA) af die enkele dagen later plaats zou vinden in Tripoli, omdat de Algerijnse president Abdelaziz Bouteflika steun heeft betuigd aan de onafhankelijkheid van de Westelijke Sahara. De top werd uiteindelijk door het gastland Libië afgelast. Sinds april 1994 is de UMA door de spanningen tussen Marokko en Algerije rondom de Westelijke Sahara nooit echt van de grond gekomen.

### Oprichting Corcas
Op 25 maart 2006 richtte koning Mohammed VI tijdens een bezoek aan de Westelijke Sahara in al-Ajoen de CORCAS (Koninklijke Adviesraad voor Saharaanse Zaken) op. De adviesraad kreeg als opdracht het pad te effenen naar autonomie voor de Saharaanse bevolking. De CORCAS bestaat uit 141 Saharaanse leden die pro-Marokkaans zijn. 10% van deze leden (14 leden) zijn vrouwen. De vader van de Polisarioleider Mohamed Abdelaziz is ook lid van deze adviesraad. De voorzitter van de CORCAS is Khelli Henna Ould Rachid. Tijdens zijn bezoek aan het gebied gaf Mohammed VI aan dat Marokko de Westelijke Sahara nooit zal opgeven.
Op verzoek van de CORCAS heeft Mohammed VI in april 2006 besloten alle politieke gevangen van de Westelijke Sahara vrij te laten. Deze gevangen waren veroordeeld tot gevangenisstraffen tot maximaal acht jaar. Ze hadden in mei 2005 deelgenomen aan de Intifada voor de onafhankelijkheid in al-Ajoen waarin ze onafhankelijkheid van Marokko eisten. Deze demonstratie leidde tot rellen met de Marokkaanse politie die hard optrad tegen de demonstranten.

### Autonomie-voorstel
Begin 2006 startte de CORCAS in alle regio’s van de Westelijke Sahara een consultatieronde. De bedoeling was het voorbereiden van een Marokkaans autonomieplan voor het gebied. Ook hadden de vertegenwoordigers van de inwoners van de regio, de chefs van de alle Saharaanse stammen en alle politieke partijen hun inbreng in het autonomieplan. In dit plan stonden drie centrale principes: de territoriale eenheid van het Koninkrijk Marokko, de aandacht voor sociale en culturele bijzonderheden van de regio en de conformiteit met het internationale recht, wat autonomie van de deelgebieden betreft. De Westelijke Sahara zou ook een parlement krijgen dat alle zaken regelt. Marokko zou dan alleen verantwoordelijk zijn voor buitenlandse zaken en defensie. Het autonomieplan werd op 11 april 2007 gepresenteerd aan de secretaris-generaal van de VN, Ban Ki Moon.
Wat opvallend was was dat Polisario op dezelfde dag ook een voorstel presenteerde aan de VN. Dit voorstel werd in het geheim voorbereid. Polisario stelde een referendum voor over onafhankelijkheid, autonomie of integratie met het Koninkrijk Marokko. De internationale steun voor het voorstel van Polisario was zwak omdat het veel leek op het “tweede plan van James Baker”. Volgens sommige bronnen was de bedoeling van het voorstel van Polisario om het Marokkaanse autonomieplan te belemmeren.
De Marokkaanse diplomatie was bijzonder actief voor de diplomatieke steun voor het autonomieplan bij staatsleiders van veel landen en vooral bij de Amerikaanse en Europese staatsleiders. De voormalige Franse president Jacques Chirac en de Spaanse premier Zapatero reageerden in die tijd positief over het Marokkaanse autonomievoorstel. Ook de Amerikaanse regering had positief gereageerd. Onderminister Nicholas Burns van Buitenlandse Zaken noemde het “een belangrijk en overtuigend voorstel”. Daarentegen had Algerije laten weten al niets te zien in het Marokkaanse voorstel en noemde het “een eenzijdig plan”. De Algerijnse VN-ambassadeur beschouwde de Westelijke Sahara als “een illegaal bezet gebied”.
Anno 2020 kwam er steeds meer steun. De Verenigde Staten erkenden in december 2020 de soevereiniteit van Marokko over de Sahara. Voormalige kolonisator van het gebied Spanje volgde het Amerikaanse voorbeeld. Ook Nederland hebben aangegeven achter het plan van Marokko te staan. 

### Onderhandelingen in Manhasset
Op 30 april 2007 nam de Veiligheidsraad een resolutie aan die Marokko en Polisario opriep tot "onderhandelingen met een rechtvaardige, duurzame en een aanvaardbare politieke oplossing voor iedereen". Deze onderhandelingen zouden "zonder voorcondities en voorwaarden" plaatsvinden. De resolutie werd door zowel Marokko als Polisario toegejuicht. Volgens het Polisario betekende dit dat het Marokkaanse autonomievoorstel niet door de VN gesteund zou worden. Daartegen vond Marokko dat het "Baker plan" definitief en voor altijd naar de prullenbak was verwezen.
De onderhandelingen vonden op 18 en 19 juni 2007 plaats in Manhasset in de buitenwijken van New York. De Marokkaanse delegatie bestond naast een paar Marokkaanse ministers ook uit een groep Saharanen, vooral leden uit de CORCAS, die pro-Marokko zijn. Polisario probeerde dit te voorkomen: volgens het front dienen de onderhandelingen te gaan tussen de Marokkaanse regering en Polisario. Marokko sprak dit echter tegen omdat de resolutie het over Marokko en Polisario heeft. Bovendien zouden de onderhandelingen zonder condities en voorwaarden plaatsvinden. Ook de buurlanden Algerije en Mauritanië hebben deelgenomen aan de openings- en slotzitting van de onderhandelingen. De onderhandelingen werden hervat in augustus 2007 in Manhasset, maar zonder enig succes. Zowel Marokko als Polisario bleven bij hun standpunten. Marokko liet weten dat ze bereid zijn om over het autonomievoorstel te praten, terwijl Polisario bleef vasthouden aan een referendum voor de onafhankelijkheid. Sterker nog, op 14 december 2007 heeft Polisario in Tifariti een driedaags congres gehouden waarop gestemd werd over een herneming van de oorlog tegen Marokko. Het congres werd door het Marokkaans parlement veroordeeld. In januari en maart 2008 waren alle partijen bij elkaar gekomen voor het vinden van een definitieve oplossing, maar beide partijen konden geen vooruitgang boeken rond de toekomst van de Westelijke Sahara.

### Vertrek van Van Walsum
Na deze vruchteloze onderhandelingen tussen beide partijen diende de Nederlandse bemiddelaar Van Walsum een rapport in bij alle leden van de Veiligheidsraad. Daarin liet hij weten dat de onafhankelijkheid van de Westelijke Sahara een 'onbereikbaar doel' is en verder bepleitte hij dat een referendum van tafel moet om te streven naar een echte oplossing die door beide partijen geaccepteerd zal worden. Polisario en zijn steunpilaar Algerije hadden woedend gereageerd op de uitlatingen van Van Walsum. Deze laatste werd door de Algerijnse media termen zoals 'lomp gedrag', 'miskleun' en 'olie op het vuur gooien' verweten, terwijl de Marokkaanse autoriteiten de 'dappere' uitspraken van Van Walsum verwelkomden. Later liet Polisario de VN weten dat Van Walsum "zich heeft gediskwalificeerd" als bemiddelaar door de kant van Marokko te kiezen. Als gevolg hiervan besloot de VN zijn contract als persoonlijke afgevaardigde van de VN-secretaris-generaal voor het conflict over de Westelijke Sahara niet te verlengen. Polisario noemde het vertrek van Van Walsum een 'zege'. Op 7 januari 2009 werd de voormalige Amerikaanse diplomaat Christopher Ross door Ban Ki-Moon aangewezen als de nieuwe speciaal gezant van de Verenigde Naties voor de Westelijke Sahara.

## Status van de Sahrawi Arabische Democratische Republiek (SADR)

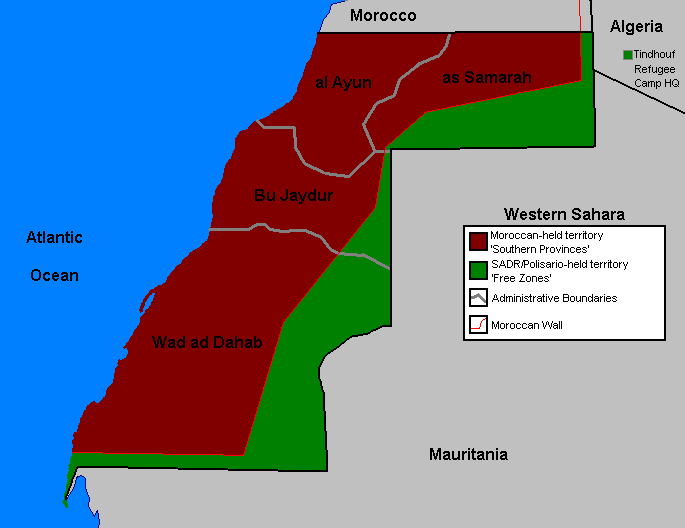
Bestuurlijke indeling van de Westelijke Sahara

De SADR controleert geen gebied in de Westelijke Sahara maar heeft wel een eigen kantoor in Tindouf in het zuidwesten van Algerije. 

Staten met diplomatieke relaties met de SADR:
Westelijke Sahara
Diplomatieke relaties met de SADR, of erkenning van de SADR.
Steun voor zelfbestuur van SADR, evenwel zonder diplomatieke relaties of erkenning
Steun voor de Marokkaanse claims
Steun voor de SADR teruggetrokken, zonder duidelijke steun voor Marokko
Onduidelijke situatie, of geen positie

Aanvankelijk erkenden 81 landen het als een onafhankelijk land, maar veertig daarvan hebben hun erkenning ingetrokken. In 2022 zijn er nog slechts 24 landen van de 193 die SADR erkennen. De annexatie door Marokko wordt steeds meer erkend in de Arabische regio, in Afrika, in Zuid- en Noord Amerika en Europa.  
De SADR is lid van de Afrikaanse Unie, voorheen de Organisatie van Afrikaanse Eenheid. Marokko was om deze reden sinds 1984 geen lid meer van deze organisatie, in 2017 trad Marokko weer toe. het lidmaatschap van SADR wordt vandaag betwist door andere landen omdat SADR geen land is en dus niet voldoet aan de criteria. 
Soedan (vanaf 2005) en de VS (vanaf 2020) erkennen de Westelijke Sahara als Marokkaans gebied. 25 landen hebben inmiddels consulaten en diplomatieke vertegenwoordigen in regio Sahara geopend. 
De kwestie van de Westelijke Sahara vormt al meer dan dertig jaar een breekpunt tussen Marokko enerzijds en Algerije (dat de belangrijkste steunpilaar van Polisario is) anderzijds. De spanningen tussen beide landen leiden tot heden aan verdeeldheid binnen de Unie van de Arabische Maghreb (UMA) waarin Algerije, Libië, Marokko, Mauritanië en Tunesië verenigd zijn. De statuten van de Unie stellen uitdrukkelijk dat alle partijen aanwezig dienen te zijn, maar het blijkt dat dat door deze kwestie sinds april 1994 een onmogelijke opgave is.
Op 29 oktober 2021 heeft de Veiligheidsraad van de Verenigde Naties met 13 van de 15 stemmen de Resolutie 2602 aangenomen waarbij het autonomieplan van Marokko als enig serieus plan wordt beschreven. Algerije wordt uitgenodigd om deel te nemen aan de onderhandelingstafel. Dat is waar Marokko al jaren om vraagt. Algerije is namelijk het belangrijkste obstakel om het probleem op te lossen. In 2021 verbrak Algerije alle diplomatieke banden met Marokko. 

## Economie
De Westelijke Sahara heeft rijke fosfaatmijnen (Bucraa) en visgebieden (Atlantische Oceaan). Beide zijn in Marokkaanse handen. De voorraad fosfaten in de Westelijke Sahara vertegenwoordigt 25% van de totale wereldreserve. Het belangrijkste centrum van de fosfaatwinning is Bu Kraa.
Verder zijn er weinig bestaansmiddelen, vooral te wijten aan het gebrek aan regen. Er wordt landbouw gedreven onder kassen en water wordt uit de zee gefilterd dankzij ontziltingsinstallaties.  
De Marokkaanse dirham is de munt in het gebied. Domeinnamen hebben de landcode .ma. Bellen naar de Westelijke Sahara gaat via het Marokkaanse landnummer +212; de Internationale Telecommunicatie-unie heeft geen aparte code aan het gebied toegewezen.
Het systeem voor de verdeling van de sociale bijstandskaart, die in de Sahara "cartilla" wordt genoemd, geeft de houder ervan een maandinkomen dat niet veel verschilt van dat van de Smig (gegarandeerd minimumloon in Marokko), d.w.z. 1200 tot 1500 dirham, met daarnaast een vergoeding voor het openbaar vervoer. 
In de regio El Aaiun geldt een volledige belastingvrijstelling en zijn de bijbehorende belastingen zoals BTW, vennootschapsbelasting en inkomstenbelasting nihil. De regio wordt beschouwd als een belastingparadijs dat investeerders uit heel Marokko en het buitenland blijft aantrekken. De handelsrechtbank van Laayoune is zelfs een van de meest actieve van heel Marokko.

## Regio's
Sinds december 2015 ligt de Westelijke Sahara naar Marokkaanse maatstaven in de volgende regio's:
- Guelmim-Oued Noun (omvat ook grondgebied buiten de Westelijke Sahara)
- Laâyoune-Sakia El Hamra
- Dakhla-Oued Ed Dahab

Daarvoor waren dat:
- Guelmim-Es Semara (omvatte ook grondgebied buiten de Westelijke Sahara)
- Laâyoune-Boujdour
- Oued ed Dahab-Lagouira